# Валоа (династия)
Валоа (на френски: Valois) е френска кралска династия (1328 – 1589), клон на Капетингите.

## Права линия на династия Валоа

### Шарл Валоа
Фамилното име произхода от едноименното графство, разположено в областта Ил дьо Франс, с център Крепи. Старите графове на Валоа принадлежали към младши клон на рода Вермандоа, който е произхождал от италианските Каролингите. Последната наследница на това семейство се омъжва за принц Юго, който е син на крал Анри I и му носи като зестра графствата Валоа и Вермандоа. От този брак произлиза графския род Вермандоа, който в шестото си поколение приключва и през 1215 г. крал Филип II Огюст го присъединява към френската корона. През 1285 г. крал Филип III дава графството като апанаж на втория си син Шарл (1270 – 1325). основателят на династията Валоа Шарл е известен в историята с незадоволените си претенции към не е дин европейски престол. През своя бурен жживот той получава титулярни права върху арагонската и латинската (константинополската) корона, без никога да получи реална власт.
Шарл Валоа сключва три брака: 1-ви брак (1290) с Маргарита (1273 – 1299), дъщеря на сицилианския крал Карло II д’Анжу, от която има пет деца, доживели пълнолетие:
- Изабела (1292 – 1309), омъжена за Жан III дьо Дрьо, херцог на Бретан
- Филип VI ((1293 – 1350)
- Жана (1294 – 1342), омъжена за графа на Холандия Вилхелм III(I)
- Маргарита (1295 – 1342), омъжена за Ги I дьо Шатийон, граф на Блоа
- Шарл II д’Алансон (1297 – 1346), основател на рода Алансон, който съществува до смъртта през 1527 г. на конетабъла Шарл.

2-ри брак (1301) с Катерина (1274 – 1307), дъщеря на титулярния латински император Филип дьо Куртене, от която има три пълнолетни дъщери:
- Катерина дьо Валоа-Куртене (1303 – 1346), омъжена за княз Филип I ди Таранто (1278 – 1332)
- Жана (†1363), омъжена за Робер III д’Артоа (1287 – 1342), граф дьо Бомон-льо-Роже
- Изабела (1306 – 1349), абатиса на Фонтеврьо

3-ти брак (1308) с Матилда (Майо, 1293 – 1358), дъщеря на Гуидо III дьо Шатийон, граф Сен Пол, от която има още три дъщери:
- Мария (1309 – 1328), съпруга на Карло д’Анжу (1298 – 1328), херцог на Калабрия
- Изабела (1313 – 1383), съпруга на херцог Пиер I дьо Бурбон
- Бланка (1317 – 1348), омъжена за германския император Карл IV фон Люксембург[2]

### Филип VI (1328 – 1350)
След като и тримата синове на Филип IV умират без да оставят мъжки наследник, на френския престол през 1328 г. се възкачва големият син на Шарл Валоа, под името Филип VI (като най-близък мъжки наследник на Капетингите), наследил братовчед си Шарл IV след неговата смърт. Франция е все още могъща държава, а блясъкът на нейния владетелски двор го прави прочут в цяла Европа. Присъединена е богатата област със задължението френският престолонаследник да носи местната титла „дофин“ – традиция, запазила се до края на монархията. Управлението на Филип VI се свързва с началото на Стогодишната война (1337 – 1453) с Англия. Повод за този продължителен военен конфликт са нарасналите претенции на английските крале към френската корона след идването на власт на династията Валоа.
Крал Филип VI се жени два пъти: 1313 г. за Жана (1293 – 1348), дъщеря на бургундския херцог Робер II и 1349 г. за Бланш (1331 – 1398), дъщеря на наварския крал Филип III д’Еврьо. Първата му ражда шест деца, от които пълнолетие достигат само две: престолонаследникът Жан II (1319 – 1364) и брат му – Филип Валоа (1336 – 1375), граф на Орлеан, женен (1344) за френската принцеса Бланш (1328 – 1392), дъщеря на крал Шарл IV, от която няма потомство. Втората му съпруга ражда само една дъщеря Жана (1351 – 1371).

### Жан II
Френският суверенитет е сериозно застрашен при управлението на Жан II Добрия (1350 – 1364), когато английските войски печелят няколко решителни сражения. В битката при Поатие (1356) загива цветът на френското рицаство, а самият крал е пленен и отведен в Англия. Неговото освобождаване (1360) струва твърде скъпо на Франция. Според договора от Бретини са загубени всички югозападни френски територии от Лоара до Пиренеите, а военните действия са прекратени за кратко време.
Жан II взема (1332) за съпруга Бона (Юдита) (1315 – 1349), дъщеря на чешкия крал Ян Люксембургски, а след смъртта ѝ се жени (1350) за Жана (1326 – 1360) дъщеря на граф Гийом д’Оверн. от втората си съпруга той няма деца, а първата му ражда единадесет, от които пълнолетие доживяват седем.
- Шарл V Мъдрия (1338 – 1380), бъдещия френски крал
- Луи (Лодовико) I (1339 – 1384), крал на Сицилия, основоположник на третия клон на династията Анжу
- Жан дьо Бери (1340 – 1416), първи представител на клона Валоа-Бери
- Филип II Силния (1342 – 1404), херцог на Бургундия
- Жана (1343 – 1373), омъжена (1351) за наварския крал Шарл II Злия
- Мария (1344 – 1404), омъжена (1364) за херцог Робер I дьо Бар
- Изабел (1348 – 1372), омъжена за Джан Галеацо Висконти (1351 – 1402), син на миланския владетел Галеацо II Висконти.[2]

### Шарл V
Далновиден политик, новият монарх Шарл V Мъдрия (1364 – 1380) се заема да възстанови загубеното и да издигне отново авторитета на централната власт. Въвежда наемна войска, поверява командването на способни пълководци и през 1369 г. настъпва срещу англичаните. В резултат на мъдра дипломация и военни успехи в края на управлението му Франция възвръща старите си граници. Преждевременната му смърт отново изправя кралството пред трудности.
Шарл V взема за съпруга Жана (1338 – 1378), дъщеря на херцог Пиер I дьо Бурбон, която му ражда осем деца, три от които доживяват пълнолетие:
- Шарл VI Безумния (1368 – 1422), бъдещия френски крал
- Луи I Орлеански (1371 – 1407), основоположник на клона Валоа-Орлеан
- Катерина (1377 – 1388), омъжена (1386) за Жан II дьо Бери.[2]

### Шарл VI
Наследникът на Шарл V, Шарл VI Безумния (1380 – 1422) е малолетен и държавата се управлява от регенти. Скоро след като започва да властва самостоятелно, кралят полудява (1392) и контролът върху държавата е поет от неговия брат Луи I Орлеански и чичо им, бургундския херцог Филип II. С тяхното име се свързва образуването на два партии – на бургундците и на арманяците, чието противоборство води до кървава гражданска война, продължила близо двадесет години. Английският крал Хенри V Ланкастър използва междуособиците във Франция, за да нанесе решителен удар върху съперника си в битката при Азенкур (1415) и да окупира отново много негови територии. От друга страна привържениците на бургундския херцог, водейки проанглийска политика, подтикват Шарл VI да признае Хенри V за свой наследник. За целта френският крал дава (1420) дъщеря си Катерина (1401 – 1438) за съпруга на Хенри V, като по този начин той легализира претенциите му. След като овдовява (1422) Катерина сключва брак (1429) с уелския благородник Оуен Тюдор (1400 – 1461).
Шарл VI се жени през 1385 г. за Изабела (Изабо) (1369 – 1435), дъщеря на баварския херцог Щефан III фон Вителсбах. Освен английската кралица Катерина, двамата имат още единадесет деца, четири от които не доживяват пълнолетие:
- Изабела (1389 – 1409), 1-ви брак (1396) с английския крал Ричард II; 2-ри брак (1406) с херцог Шарл Орлеански
- Жана (1391 – 1433), омъжена (1396) за бретанския херцог Жан V дьо Дрьо
- Мария (1393 – 1438), приорина в Пуаси
- Мишел (1395 – 1422), омъжена (1409) за бургундския херцог Филип III Добрия
- Луи (1397 – 1415), херцог на Гиен, женен (1412) за Маргарита (1390 – 1441), дъщеря на бургундския херцог Жан Безстрашни
- Жан (1398 – 1417), херцог на Турен, женен за Якоба, дъщеря на холандския граф Вилхелм IV
- Шарл VII Победоносния (1403 – 1461), бъдещия френски крал.[2]

### Шарл VII
След преждевременната смърт на английския владетел Хенри V законният наследник на френския престол Шарл VII Победоносния (1422 – 1461) продължава борбата срещу нашествениците. През първата половина на управлението му положението в страната е критично. Англичаните успяват да завладеят Париж. При обсадата на Орлеан (1429), когато всичко изглежда загубено за привържениците на Шарл VII, появата на Жана д'Арк начело на неголям отряд води до прелом във войната. Въодушевени от победите на Орлеанската дева, французите преминават в настъпление. С нейна помощ същата година Шарл VII тържествено е коронован в Реймс. След поредица от успешни действия на френската войска са отвоювани Париж, Нормандия и Аквитания, с което приключва Стоодишната война (1453). В края на управлението на Шарл VII кралската власт укрепва, кодифицирано е обичайното право.
Владетелят се жени (1422) за Мария (1404 – 1463), дъщеря на сицилианския крал Лодовико II д’Анжу, като от брака им се раждат петнадесет деца, седем от които достигат пълнолетие:
- Луи XI (1423 – 1483), следващия френски крал
- Радегунда (1425 – 1444), неомъжена
- Катерина (1428 – 1446), омъжена (1440) за бургундския херцог Шарл Дръзки
- Йоланда (1434 – 1478), омъжена (1452) за Амадей IX Савойски
- Жана (1435 – 1482), омъжена (1447) за херцог Жан II дьо Бурбон
- Магдалена (1443 – 1486), омъжена (1461) за своя братовчед Гастон дьо Фоа, принц на Виана
- Шарл II дьо Бери (1446 1472), херцог берийски, нормандски и гиенски, неженен.[2]

### Луи XI
При Луи XI Благоразумния (1461 – 1483) Франция бързо преодолява последиците от войната. Размириците в Англия пречат на нейния владетел Едуард IV да застане зад едрите френски сеньори в борбата им срещу техния сюзерен. Това обстоятелство е благоприятно за краля, който поема пътя към създаване на абсолютна монархия. Той успява да покори най-силните си васали, присъединява Бургундия, Пикардия, Артоа. В цялостната си дейност се опира повече на дипломацията, отколкото на оръжието и разумното му управление води до значителен напредък на Франция.
Първата му съпруга (1436) е Маргарита (1424 – 1445), дъщеря на шотландския крал Джеймс I Стюарт, която не му ражда деца, а втората (1451), Карлота (Шарлота) (1441 – 1483), дъщеря на херцог Лодовико I ди Савоя, от която има осем деца, но само три доживяват пълнолетие:
- Анна (1461 – 1522), омъжена (1473) за херцог Пиер II дьо Бурбон
- Жана (1464 – 1505), омъжена за бъдещия френски крал Луи XII
- Шарл VIII „Любезния“ (1470 – 1498), следващия френски крал.[2]

### Шарл VIII
Шарл VIII „Любезния“ (1483 – 1498) е последният представител на пряката линия в династията Валоа. Началото на неговото управление се свързва с името на по-олямата му сестра Анна. Външната му политика е насоена главно към Италия в желанието да си осигури неаполитанското наследство на фамилията Анжу. Шарл VIII е първият френски владетел, проникнал по военен път в Италия. След успешен поход той завладява Флоренция (1494), победоносно прекосява италианските земи и се установява в Неапол (1495). Скоро обае е заставен да отстъпи пред войските на Венецианската лига. Кралят замисля и втори поход към Неапол, но внезапно умира. През 1491 г. сключва брак с Анна (1476 – 1514), дъщеря на бретанския херцог Франсоа II, от която няма деца, но чрез този брак към Франция е присъединено полунезависимото херцогство Бретан (1491). След като пряката линия на династията прекъсва, на престола последователно се възкават представителите на странините и клонове Валоа-Орлеан и Валоа-Анулем.

## Орлеанска линия
Клонът Валоа-Орлеан възниква през 1392 г. когато Луи I Орлеански (1371 – 1407), втори син на крал Шарл V, получава като апанаж херцогство Орлеан. Неовата съпруга Валентина (1366 – 1408), дъщеря на миланския херцог Джан Галеацо Висконти, му осигурява права върху бащиното си владение, Миланското херцогство. Използвайки лудостта на брат си, крал Шарл VI, Луи I Орлеански се намесва в управлението на Франция. Интересите му го противопоставят на бургундските херцози. В борбата с тях, той намира смъртта си през 1407 г. Това събитие слаа началото на продължителни междуособици, останали в историята като Войната на бургундци и арманяци. Луи I Орлеански има осем деца, като само четири доживяват пълнолетие:
- Шарл Орлеански (1391 – 1465)
- Филип (1396 – 1420), граф на Ветро, неженен
- Жан (1404 – 1467), основоположник на клона Валоа-Ангулем
- Маргарита (1406 – 1466), омъжена за Ришар дьо Дрьо, граф д’Етамп.[1]

Първородният син на Луи I Орлеански, Шарл Орлеански, в стремежа си да отмъсти за своя баща, създава партията на арманяците. В битката при Азенкур е пленен от англичаните. По време на престоя си в затвора той пише стихове, които са сред най-добрите образци на френската средновековна поезия. Освободен през 1440 г. той напразно се опитва да завладее Милано. Последните години от живота си прекарва сред своя двор в Блоа, където се отдава на литературни занимания. Шарл Орлеански сключва три брака: 1406 г. с Изабела (1389 – 1409), дъщеря на френския крал Шарл VI, от която има една дъщеря Жана (1409 – 1432), омъжжена за херцог Жан II д’Алансон; 1410 г. с Бона (†1415), дъщеря на граф Бернард VII д’Арманяк, от която няма деца; 1440 г. с Мария (1426 – 1487), дъщеря на Адолф I, граф на Клеве, от която има три деца:
- Мария (†1493), омъжжена за Жан дьо Нарбон, син на раф Гастон IV дьо Фоа
- Луи XII (1462 – 1515), следващия френски крал
- Анна (1464 – 1491), абатиса във Фонтевро от 1478 и в Пуатие от 1495.[3]

### Луи XII
Крал Луи XII (1498 – 1515) наследява братовчед си Шарл VIII според нормите на салическия закон. От първата си съпруга (1476) Жана (1464 – 1505), дъщеря на френския крал Луи XI, кралят няма наследници и се развежда с нея през 1498 г. От втората си съпруга (1499) Анна (1476 – 1514), дъщеря на херцога на Бретан Франсоа II има две починали и две живи деца: Клод (1499 – 1524), омъжена за бъдещия френски крал Франсоа I и Рене (1510 – 1575), омъжжжена за Ерколе II д’Есте, херцог на Ферара и Модена. От третата си съпруга (1514) Мария (1496 – 1533), дъщеря на английския крал Хенри VII също няма мъжки наследници. Луи XII продължава външната политика на предшествениците си, като организира походи срещу Милано и Неапол. Принуден е да се откаже от претенциите си, срещайки въоръжен отпор на италианските князе (1511). Умира без да остави наследници по мъжка линия и френската корона преминава към втория клон на династията Валоа – Валоа-Ангулем.

## Ангулемска линия
Названието на клона Валоа-Ангулем произхожда от южнофренското графство Ангулем, дадено на Луи I Орлеански от брат му Шарл VI (1394). След смъртта на Луи I Орлеански (1407) графството преминава у по-малкия му син Жан (1404 – 1467), който става родоначалник на клона Валоа-Ангулем. Графът сключва брак (1449) с Маргарита (†1496), дъщеря на виконт Ален IX дьо Роан. Неговият син Шарл д’Ангулем (1459 – 1496) взема за жена (1487) Луиза (1476 – 1531), дъщеря на херцог Филипо II ди Савоа, а дъщеря му Жана (1462 – 1520) става съпруга на граф Шарл дьо Тайлбург. Шарл д’Ангулем има две деца: Маргарита (1492 – 1549), първо омъжена (1509) за Шарл IV д’Алансон, а след това (1527) за наварския крал Анри II д’Албре и бъдещия крал Франсоа I (1494 – 1547).

### Франсоа I
С името на Франсоа I (1515 – 1547) се свързва началото на френския абсолютизъм. Този бележит монарх се възкачва на престола след смъртта на Луи XII, за чиято дъщеря Клод (1499 – 1524) се жени през 1514 г. Получил блестящо образование от майка си, Франсоа I е известен с покровителството си над изкуствата: по негова покана в страната пристигат италиански художници и архитекти, сред които е и Леонардо да Винчи, а през 1530 е поставено началото на Колеж дьо Франс. Управлението му съвпада с бурен възход на ренесансовата култура във Франция. Неговата сестра, наварската кралица Маргарита, със своето призведение „Хептамерон“ е една от забележителните фигури на Френския ренесанс. Франсоа I провежда и целенасочена централизаторска политика – преустановява свикването на Генералните щати, а кралският съвет се превръща в единствения върховен орган на управление. Кралят проявява активност и в междудържавните отношения. Войнете му в Италия го сблъскват с опасен съперник – германския император Карл V. В борбата си срещу Хабсбургите Франсоа I се съюзява дори с Османската империя, но това не му донася особен успех. В края на живота му Франция губи позициите си в италианските земи.
През 1530 г. Франсоа I сключва втори брак Елеонора (1498 – 1558), дъщеря на кастилския крал Филип I Хубави, от която няма деца, а от първата си съпруга (Клод) – те са седем, като две от тях умират в детска възраст:
- Франсоа II (1517 – 1536), херцог на Бретан, неженен
- Анри II (1519 – 1559), следващия крал на Франция
- Мадлен (1520 – 1537), омъжена (1537) за шотландския крал Джеймс V
- Шарл (1522 – 1545), неженен
- Маргарита (1523 – 1574), омъжена (1559) за херцог Емануил Филиберт Савойски[3]

### Анри II
Новият крал Анри II (1547 – 1559) продължава войната със Свещетана Римска империя. Важен момент в неговото управление е възвръщането след двеста години английско владичество на стратегическата крепост Кале. Голяма роля в дворцовия живот по това време играе кралската фаворитка графиня Диан дьо Поатие. Под нейно влияние се засилва натискът срещу калвинисткото движение в страната. Покроник на рицарските идеали, Анри II умира от рана, получена на турнир.
През 1533 г. Анри II се жени за Катерина де Медичи (1519 – 1589), дъщеря на флорентинския владетел Лоренцо II де Медичи, която му ражда десет деца, от които само седем достигат пълнолетие:
- Франсоа II (1544 – 1560), бъдещ френски крал
- Елизабет (1545 – 1568), трета съпруга (1560) на идпанския крал Фелипе II
- Клод (1547 – 1575), омъжена (1559) за лотарингския херцог Карл III
- Шарл IX (1550 – 1574), бъдещ френски крал
- Анри III (1551 – 1589), бъдещ френски крал
- Маргьорит (1553 – 1615), омъжена (1572) за наварския крал и бъдещ френски крала Анри II (IV)
- Франсоа (1555 – 1584), херцог д’Анжу, неженен[3]

### Франсоа II, Шарл IX, Анри III
Краткото управление на Франсоа II (1559 – 1560) се характеризира със силното влияние на лотарингските херцози от фамилията Гиз. Тяхното присъствие в политическите дела на Франция е обусловено от роднинските им връзки с шотландската кралица Мария Стюарт (1542 – 1587), тогава съпруга на младия владетел.
Преждевременната смърт на Франсоа II поставя на престола неговия брат Шарл IX (1560 – 1574). На преден план излиза кралицата майка Катерина де Медичи, дотогава засенчвана от кралските фаворити. Нейната находчивост, ловкост и политически усет я правят пълновластна господарка във френския двор. В началото тя и кралят са толерантни към калвинистките хугеноти. По време на първите стълкновения между католици и протестанти те се стремят да помирят враждуващите страни. Обезпокоена от нарастващото влияние на хугенотските лидери върху Шарл IX, кралицата майка се сближава с херцизите Гиз. Този съюз довежда до Вартоломеевата нощ – погрома на протестантите в Париж по време на сватбеното тържество на наварския владетел Анри IV и кралската сестра Маргьорит дьо Валоа (1572). Френският монарх Шарл IX се венчава (1570) за Елизабет (1554 – 1592), дъщеря на германския император Максимилиан II, но бракът им остава без живи наследници.
След ранната смърт на краля Катерина де Медичи поставя на френския престол любимия си син Анри III (1574 – 1589), който дотогава е херцог на Анжу и крал на Полша. Той е сгоден за Анна, дъщеря на Зигмунд I Стари. След като Анри III полуава френската корона, годежът му бива разтрогнат. При неговото управление намесата на кралицата майка в държавните дела достига своя апогей. Слаб и безволев, кралят допуска да бъде въвлечен в т.нар. Война на тримата Анри: първо се сражава срещу протестантите и наварския владетел Анри IV, после срущу Анри дьо Гиз. В сблъсъка си с привърениците на фамилията Гиз Анри III е убит от фанатика Жак Клеман. Загинал без наследници от брака си (1575) с лотарингската принцеса Луиза (1553 – 1601), дъщеря на херцог Никола дьо Меркьор, той е последният френски крал от династията Валоа, след което короната на Франция преминава у Бурбоните.

## Крале на Франция

### Права линия
- 1328 – 1350: Филип VI (1293 – 22.8.1350), син на Шарл Валоа, 2-ри син на френския крал Филип III
- 1350 – 1364 : Жан II Добрия (16.4.1319 – 8.4.1364), син на предходния
- 1364 – 1380: Шарл V Мъдрия (31.1.1338 – 16.9.1380), син на предходния
- 1380 – 1422: Шарл VI Безумния (3.12.1368 – 21.10.1422), син на предходния
- 1422 – 1461: Шарл VII Победоносния (22.2.1403 – 22.7.1461), син на предходния
- 1461 – 1483: Луи XI Благоразумния (3.7.1423 – 30.8.1483), син на предходния
- 1483 – 1498: Шарл VIII Любезния (30.6.1470 – 7.4.1498), син на предходния[2]

### Орлеанска линия
- 1498 – 1515: Луи XII Баща на народа (27.6.1462 – 1.1.1515), правнук на Шарл V
- 1515 – 1547: Франсоа I (12.9.1494 – 31.3.1547), праправнук на Шарл V
- 1547 – 1559: Анри II (31.3.1519 – 10.7.1559), син на предходния
- 1559 – 1560: Франсоа II (19.1.1544 – 5.12.1560), син на предходния
- 1560 – 1574: Шарл IX (27.6.1550 – 31.5.1574), син на Анри II
- 1574 – 1589: Анри III (19.9.1551 – 2.8.1589), син на Анри II[3]